# Stora Skärsjön, Östergötland
Stora Skärsjön är en sjö i Ydre kommun i Östergötland och ingår i Motala ströms huvudavrinningsområde. Sjön har en area på 0,395 kvadratkilometer och ligger 217 meter över havet.

## Delavrinningsområde
Stora Skärsjön ingår i det delavrinningsområde (641637-145386) som SMHI kallar för Mynnar i Västra Lägern. Medelhöjden är 260 meter över havet och ytan är 36,25 kvadratkilometer. Det finns inga avrinningsområden uppströms utan avrinningsområdet är högsta punkten. Vattendraget som avvattnar avrinningsområdet har biflödesordning 4, vilket innebär att vattnet flödar genom totalt 4 vattendrag innan det når havet efter 224 kilometer. Avrinningsområdet består mestadels av skog (76 procent) och jordbruk (10 procent). Avrinningsområdet har 1,5 kvadratkilometer vattenytor vilket ger det en sjöprocent på 4,1 procent.